# Alison and Willie
Alison och Willie, Roud 245, Child 256, är än brittisk folksång. 

## Sammanfattning
Sången handlar om en man, Willie, och en kvinna, Alison. Willie är kär i Alison. Hon frågar om han kommer på hennes bröllop, då han svarar att bara om han är brudgum. Hon förklarar att det kommer aldrig att ske, och att han ska glömma henne. Han åker iväg, tänker bara på henne, men inser att han aldrig kommer att vinna hennes hjärta. Hans hjärta brister. 
I nionde versen avbryts texten. Alison får sedan ett brev, ställer in bröllopet och dör. 

## Text
'MY luve she lives in Lincolnshire,

I wat she's neither black nor broun,

But her hair is like the thread o gowd,

Aye an it waur weel kaimed doun.

She's pued the black mask owre her face,

An blinkit gaily wi her ee:

'O will you to my weddin come,

An will you bear me gude companie ?'

'I winna to your weddin come,

Nor will I bear you gude companie,

Unless you be the bride yoursell,

An me the bridegroom to be.'

'For me to be the bride mysel,

An you the bonnie bridegroom to be

Cheer up your heart, Sweet Willie,' she said, '

For that's the day you'll never see.

'Gin you waur on your saiddle set,

An gaily ridin on the way,

You'll hae nae mair mind o Alison

Than she waur dead an laid in clay.

When he was on his saiddle set,

An slowly ridin on the way,

He had mair mind o Alison

Than he had o the licht o day.

He saw a hart draw near a hare,

An aye that hare drew near a toun,

An that same hart did get a hare,

But the gentle knicht got neer a toun.

He leant him owre his saiddle-bow,

An his heart did brak in pieces three;

Wi sighen said him Sweet Willie,

'The pains o luve hae taen bald o me.'

....

....

There cam a white horse an a letter,

That stopped the weddin speidilie.

She leant her back on her bed-side,

An her heart did brak in pieces three;

She was buried an bemoaned,

But the birds waur Willie's companie.